# Igelgölen (Stjärnorps socken, Östergötland)
Igelgölen är en sjö i Linköpings kommun i Östergötland och ingår i Motala ströms huvudavrinningsområde.